# 2 tháng 4
Ngày 2 tháng 4 là ngày thứ 92 trong mỗi năm dương lịch thường (ngày thứ 93 trong mỗi năm nhuận). Còn 273 ngày nữa trong năm.

## Sự kiện

### Trong Nước
- 1938 – Báo Tin tức - Cơ quan của Mặt trận dân chủ ra số đầu tiên.
- 1975
  - Sư đoàn 10 và trung đoàn 25 bộ binh của ta đã tiêu diệt cụm phòng thủ của trung đoàn 40 (thuộc sư đoàn 22 ngụy), giải phóng quận lỵ Khánh Dương, tiêu diệt lữ đoàn 3 (thuộc sư đoàn dù) ở đèo (Phượng Hoàng), mở thông đường xuống Ninh Hoà, rồi theo đường số 21, tiến xuống giải phóng thành phố Nha Trang và quân cảng Cam Ranh.
  - Giải phóng Bình Long.
- 1980 – Trường Trung cấp Biên phòng 2 tiền thân là Trường Hạ sĩ quan Biên phòng 3 được thành lập
- 1985 – Bộ Quốc phòng nước CHND Campuchia và Hội đồng toàn quốc mặt trận đoàn kết xây dựng và bảo vệ Tổ quốc Campuchia đã tổ chức trọng thể lễ trao tặng Huân chương CHND Campuchia cho binh đoàn 52 và Huân chương Bảo vệ Tổ quốc hạng nhất cho các đoàn 7703, 7706, 9906 quân tình nguyện Việt Nam tại thủ đô Phnôm Pênh,

### Quốc tế
- 1513 – Juan Ponce de León trở thành người châu Âu đầu tiên nhìn thấy vùng đất mà nay là bang Florida của Hoa Kỳ.
- 1558 – Vương quốc Lan Na thất thủ trước quân Taungoo dưới quyền Bayinnaung, trở thành một quốc gia bị bảo hộ của Miến Điện.
- 1800 – Ludwig van Beethoven chỉ huy trình diễn ra mắt bản giao hưởng số 1 của ông tại Wien.
- 1801 – Chiến tranh Liên minh thứ hai: Hải quân Anh dưới sự chỉ huy của Horatio Nelson thắng hạm đội Đan Mạch-Na Uy ở Trận Cophenhagen.
- 1845 – Armand Hippolyte Louis Fizeau và Jean Bernard Léon Foucault chụp thành công bức ảnh Mặt Trời đầu tiên.
- 1851 – Rama IV đăng quang quốc vương của Thái Lan.
- 1900 – Quốc hội Hoa Kỳ thông qua đạo luật Foraker, trao cho Puerto Rico quyền tự trị giới hạn.
- 1972 – Diễn viên Charlie Chaplin trở lại Hoa Kỳ lần đầu tiên kể từ khi bị gán cho là một phần tử Cộng sản vào đầu thập niên 1950.
- 1982 – Chiến tranh Falklands: Quân đội Argentina đánh chiếm quần đảo Falkland dẫn đến sự phản công của Quân đội Hoàng gia Anh sau đó.
- 1989 – Hội đồng Trung ương của Hội đồng Dân tộc Palestine bầu Yasser Arafat làm Chủ tịch của Nhà nước Palestine.
- 1992 – Tại bang New York, trùm mafia người Mỹ John Gotti bị kết tội giết người và kinh doanh gian lận, sau đó ông bị kết án tù chung thân.
- 1998 – Cựu thành viên nội các Pháp, Maurice Papon, bị kết tội về tội ác chiến tranh do góp phần trong việc trục xuất người Do Thái khỏi nước Pháp trong chiến tranh thế giới thứ hai.
- 2005 – Hồng y Joseph Ratzinger được bầu làm giáo hoàng mới với danh hiệu Benedict XVI
- 2006 – Mỹ hứng chịu sự hoành hành của hơn 60 trận lốc xoáy, bang Tennessee hứng chịu thiệt hại nặng nhất với 29 người thiệt mạng.
- 2007 – Liên hiệp quốc đã quyết định lấy ngày 2-4 hàng năm là "Ngày Thế giới tuyên truyền nhận thức về căn bệnh tự kỷ"
- 2012 – Xả súng xảy ra tại trường đại học Oikos, bang California, Mỹ khiến 7 người thiệt mạng và 3 người bị thương.
- 2014 – Một vụ xả súng xảy ra tại căn cứ quân sự Fort Hood thuộc bang Texas, Mỹ làm bốn người thiệt mạng, trong đó có thủ phạm. Vụ xả súng cũng làm 16 người khác bị thương.
- 2015
  - Các tay súng tấn công Đại học Garissa tại Kenya, giết chết ít nhất 148 người.[1]
  - Vụ trộm được xem là "nghiêm trọng nhất lịch sử hành pháp Anh' xảy ra khi 200 triệu bảng bị bốn tên ăn trộm lấy đi từ một công trình két sắt dưới lòng đất tại thủ đô Luân Đôn.
- 2021 – 49 người thiệt mạng trong một vụ tàu hoả trật đường ray tại Đài Loan, sau khi đâm vào một chiếc xe tải trượt xuống đường ray.[2]
- Bắt đầu sự sụp đổ thị trường chứng khoán năm 2025 sau tuyên bố áp thuế đối ứng của Tổng thống Trump

## Sinh

### Việt Nam
- 1904 – Nguyễn Lương Bằng, chính khách Việt Nam (m. 1979)
- 1914 – Huỳnh Vǎn Nghệ, nhà hoạt động cách mạng và là một chỉ huy quân sự Việt Nam (m. 1977)
- 1916 – Hữu Loan, Nhà thơ Việt Nam (m. 2010).
- 1964 – Trúc Hồ, nhạc sĩ người Việt Nam
- 1981 - Lệ Quyên, nữ ca sĩ người Việt Nam

### Các quốc gia khác
- 1618 – Francesco Maria Grimaldi, nhà Thần học, Toán học và Vật lý học người Ý (m. 1663)
- 1647 – Maria Sibylla Merian, nhà nữ tự nhiên học người Đức gốc Thụy Sĩ
- 1719 – Franz Anton Hillebrandt, Kiến trúc sư người Áo (m. 1797)
- 1725 – Giacomo Casanova, người phiêu lưu và nhà văn người Ý (m. 1798)
- 1805 – Hans Christian Andersen, nhà văn Đan Mạch viết truyện thiếu nhi (m. 1875)
- 1840 – Émile Zola, nhà tiểu thuyết, nhà phê bình người Pháp (m. 1902)
- 1875 – Walter Percy Chrysler, một trong những người đi đầu trong lĩnh vực chế tạo ô-tô người Mỹ (m. 1940)
- 1914 – Sir Alec Guinness, diễn viên Anh (m. 2000)
- 1927 – Ferenc Puskás, cầu thủ bóng đá Hungary
- 1928 – Serge Gainsbourg, ca sĩ Pháp (m. 1991)
- 1951 – Moriteru Ueshiba, chưởng môn đời thứ ba của Hiệp khí đạo (Aikido)
- 1965 – Rodney King (m. 2012)
- 1982 – David Ferrer, tay vợt người Tây Ban Nha
- 1986 – Ibrahim Afellay, cầu thủ người Hà Lan
- 1990 – Miralem Pjanic, cầu thủ bóng đá người Bosnia
- 1991 – Quavo, ca sĩ và rapper người Mỹ

## Mất

### Các quốc gia khác
- 1872 – Samuel Morse, Họa sĩ, nhà sáng chế mã điện báo (mã Morse) người Mỹ (s. 1791)
- 1851 – Rama III, vua Thái Lan (s. 1788)
- 1952 –  Nhà thiên văn học Pháp Bernard Ferdinand Lyot.(s. 27/2/1897)
- 1974 – Georges Pompidou, Tổng thống Pháp (s. 1911)
- 2005 – Giáo hoàng Gioan Phaolô II (s. 1920, tên thật: Karol Wojtyła)

## Ngày lễ và kỷ niệm
- Ngày quốc tế sách thiếu nhi
- Ngày thế giới nhận thức chứng tự kỷ